# Leandro Cabrera Sasía
Leandro Cabrera Sasía (Montevideo, Uruguai, 17 de juny de 1991) és un futbolista uruguaià que juga com a defensa pel RCD Espanyol.
El seu lloc idoni és el de defensa central però pot desenvolupar certa polivalència com a lateral a qualsevol banda. És net de José Sasía, exfutbolista de CA Peñarol, Defensor Sporting i la selecció de l'Uruguai.

## Carrera de club
Comença la seva carrera en el Belgrano de l'Uruguai, sent Daniel Lorenzo (Piero) i Luis Pozzolo els seus entrenadors.
El 20 de gener de 2020 fou fitxat pel RCD Espanyol després de pagar la clàusula de rescissió de 9 milions €.

## Internacional
Ha estat internacional amb la selecció sub-20 de l'Uruguai en el Campionat Sud-americà sub-20 de 2009 a Veneçuela i en el Mundial de la categoria a Egipte.

## Palmarès
Atlético de Madrid
- Lliga Europa de la UEFA (2009-10)